# رندالف منتوث
رندالف منتوث (انگلیسی: Randolph Mantooth؛ زادهٔ ۱۹ سپتامبر ۱۹۴۵) بازیگر اهل ایالات متحده آمریکا است.
از فیلم‌ها یا برنامه‌های تلویزیونی که وی در آن نقش داشته است می‌توان به وضعیت اضطراری! اشاره کرد.